# Junko Ōnishi
Junko Ōnishi (大西順子?, Ōnishi Junko; Hyōgo, 18 ottobre 1974) è un'ex nuotatrice giapponese.

## Carriera
Specializzata nella farfalla ha vinto una medaglia di bronzo nella staffetta 4x100 m misti alle Olimpiadi di Sydney 2000.

## Palmarès
- Olimpiadi

Sydney 2000: bronzo nella 4x100m misti.
- Mondiali

Fukuoka 2001: bronzo nei 100m farfalla.
- Universiadi

Sicilia 1997: argento nei 100m farfalla.